# 325 Heidelberga
325 Heidelberga è un asteroide della fascia principale del diametro medio di circa 75,72 km. Scoperto nel 1892 dall'astronomo tedesco Max Wolf, presenta un'orbita caratterizzata da un semiasse maggiore pari a 3,2038975 UA e da un'eccentricità di 0,1676320, inclinata di 8,54061° rispetto all'eclittica.
Il suo nome fu dedicato alla città di Heidelberg, in Germania, città natale di Max Wolf e in cui era situato il suo osservatorio privato.